# توماس وارتون (كاتب)
توماس وارتون هو كاتب كندي، ولد في 25 فبراير 1963 في غراند براري في كندا.